# Dysdera mixta
Dysdera mixta là một loài nhện trong họ Dysderidae.
Loài này thuộc chi Dysdera. Dysdera mixta được Christa Deeleman-Reinhold miêu tả năm 1988.